# Parastrapotherium
Parastrapotherium (лат.) — род вымерших млекопитающих из семейства Astrapotheriidae отряда астрапотериев, обитавших с олигоцена по середину миоцена (33,9—17,5 млн лет назад) на территории современной Аргентины. Род включает в себя некоторых из самых больших и маленьких известных астрапотериев, но в настоящее время нет общепризнанного описания, способного адекватно характеризовать его.

## Классификация
По данным сайта Fossilworks, на апрель 2017 года в род включают 9 вымерших видов:
- Parastrapotherium herculeum Ameghino, 1899
- Parastrapotherium holmbergi Ameghino, 1894
- Parastrapotherium insuperabile Ameghino, 1901
- Parastrapotherium lemoinei Ameghino, 1894
- Parastrapotherium martiale Ameghino, 1901
- Parastrapotherium superabile Ameghino, 1901
- Parastrapotherium symmetrum Ameghino, 1902
- Parastrapotherium trouessarti Ameghino, 1894
- Parastrapotherium variabile Ameghino, 1901